# Мој Милане
„Мој Милане“ је једна од српских староградских песама.
Песма је због своје тематике стекла велику популарност на војничким испраћајима, и касније су је препевали разни популарни извођачи, попут Василије Радојчић и Заима Имамовића.

## Извођачи ове песме
- Винка Елесин
- Ружа Денић
- Живка Ђурић и Гордана Руњајић[1]
- Вера Радуловић и Нада Јовановић
- Ивана Пандуровић
- Нада Мамула
- Предраг Гојковић Цуне (1966)[2]
- Заим Имамовић
- Василија Радојчић (1973)[3]
- Браћа Бајић (1973)[4]
- Лепа Лукић
- Станиша Стошић (1974)[5]
- Савета Јовановић (1979)[6]
- Предраг Живковић Тозовац (1974)
- Гордана Стојићевић (1975)[7]
- Никола Бучетин Бата (1981)[8]
- Соња Савић (1984) у емисији Нај клуб Драгана Николића
- Марко Николић као Гига Моравац у серији Бољи живот (1987-1991)
- Снежана Савић, Весна Змијанац, Биљана Јевтић и Сузана Манчић (1988)
- Јасна Кочијашевић (1994)
- Аница Миленковић (1998) Милане новокомпонована песма која садржи реферн изворне песме
- Миланка Карић (2013)
- Драгана Мирковић (2018, РТС Најлепше народне песме)
- Љубивоје Видосављевић